# Martin Martin (série télévisée)
Pour les articles homonymes, voir Martin Martin et Martin.
Martin Martin est une série télévisée, française créée par Alain Bernard, de format shortcom en 40 épisodes d'environ 2 minutes écrite et jouée par le comédien Philippe Lelièvre, produite par La Pac Tv diffusée depuis le 12 mai 2008 sur la jeune chaîne NRJ Paris.

## Synopsis
Plusieurs situations dans lesquelles se trouvent Martin Martin, la caricature du Parisien dans toute sa splendeur, odieux, lâche, etc. Le nom de l'épisode commence toujours par Aujourd'hui, Martin ou l'art… en milieu urbain et se finit par Martin Martin, y en a pas deux comme lui et Martin répond : On est quand même plus de 60 millions.

## Fiche technique
- Créée par Alain Bernard
- Écrite par Philippe Lelièvre, Sören Prévost, Alain Bernard et Hector Cabello Reyes
- Avec Philippe Lelièvre

## Épisodes
Aujourd'hui…
1. Martin ou l'art de répondre franchement aux questions de son enfant en milieu urbain
2. Martin ou l'art d'attendre une table en milieu urbain
3. Martin ou l'art d'apprendre la géographie à son chien en milieu urbain
4. Martin ou l'art de participer activement à un déménagement en milieu urbain
5. Martin ou l'art de se déplacer en respectant la nature en milieu urbain
6. Martin ou l'art d'entrer sportivement en contact avec une étrangère en milieu urbain